# 闪屏
闪烁又稱闪屏、屏幕闪烁，是指阴极射线管电视显示器和计算机显示器的视亮度出現週期性的变化，而且這種變化會被人眼所察覺。有時閃屏可能是由显示卡驱动程序造成的，也有可能是單個應用軟件使用時會有此現象。
對一些較為敏感的人來說，他們在盯著顯示器時，阴极射线管显示器若出現閃屏，輕則眼睛疲勞、頭暈，重則出現头痛、恶心 等症狀甚至有人還會癫痫发作。 如果這些人不再盯著CRT顯示器，症状通常会在一周内消失。